# Santa Rita do Trivelato
Santa Rita do Trivelato este un oraș din statul Mato Grosso (MT), Brazilia.